# Le Petit Dinosaure : La Source miraculeuse
Pour les articles homonymes, voir Le Petit Dinosaure.
Série
Petit-Pied et son nouvel ami
(1994) Voyage au pays des brumes
(1996)
Pour plus de détails, voir Fiche technique et Distribution.
Le Petit Dinosaure 3 : La Source miraculeuse ou Petit-Pied, le dinosaure 3 : La source miraculeuse au Québec (The Land Before Time III: The Time of the Great Giving) est un film d'animation américain réalisé par Roy Allen Smith et sorti directement en vidéo en 1995. C'est le  troisième film de la saga Le Petit Dinosaure.

## Synopsis
À la suite d'une pluie de météorites, l'approvisionnement en eau de la Grande Vallée est coupé, ce qui entraîne une sécheresse et un rationnement strict de l'eau, sans compter les risques accrus d'incendie. Parallèlement à cette crise, Petit-Pied et ses amis sont victimes d'une brute, appelée "Chef", et de ses deux acolytes.

## Fiche technique
- Titre original : The Land Before Time III: The Time of the Great Giving
- Titre français : Le Petit Dinosaure 3 : La Source Miraculeuse
- Titre québécois : Petit-Pied, le dinosaure 3 : La Source Miraculeuse
- Réalisation : Roy Allen Smith
- Scénario : John Loy, John Ludin et Dev Ross
- Montage : Jay Bixsen
- Musique : Michael Tavera
- Production : Roy Allen Smith et Zahra Dowlatabadi
- Animation : Nelson Shin
- Sociétés de production : MCA Home Entertainment et Universal Cartoon Studios
- Pays d'origine : États-Unis
- Format : Couleurs - 1,33:1 - Dolby Digital
- Genre : Animation
- Dates de sortie :  États-Unis : 12 décembre 1995 ;  France : 1996
- Durée : 71 minutes
- Direction artistique : Eric Legrand
- Adaptation des dialogues : Sylvie Caurier
- Direction musicale : Claude Lombard

## Distribution

### Voix originales
- Scott McAfee : Petit-Pied
- Candace Hutson : Céra
- Heather Hogan : Becky
- Jeff Bennett : Pétrie / Mutt / Iguanadon
- Rob Paulsen : Pointu
- Whit Hertford : Chef
- Scott Menville : Nod
- Kenneth Mars : Grand-Père
- John Ingle : Narrateur / Père de Céra
- Linda Gary : Grand-Mère / Maman Quetzalcoatlus
- Nicholas Guest (en) : Père de Chef
- Tress MacNeille : Stégosaurus / Mère de Pétrie / Mère de Becky
- Frank Welker : Velociraptor

### Voix françaises
- Donald Reignoux : Petit-Pied
- Jennifer Oliver : Céra
- Adeline Chetail : Becky
- Salvatore Ingoglia : Pétrie
- Alexis Tomassian : Chef
- Celim Mouhoubi : Nod / Mutt
- Jacques Lalande : Grand-père
- Maïk Darah : Grand-mère
- Yves Pignot : le père de Céra
- Anne Jolivet : la mère de Becky
- Stéphanie Lafforgue : la mère de Pétrie
- Philippe Bouclet : le père de Chef
- François Marthouret : le narrateur